# Groß-Siegharts
Groß-Siegharts ist eine Stadtgemeinde mit 2583 Einwohnern (Stand 1. Jänner 2025) im Bezirk Waidhofen an der Thaya in Niederösterreich.

## Geografie
Groß-Siegharts liegt im nördlichen Waldviertel in Niederösterreich. Die Fläche der Stadtgemeinde umfasst 44,27 Quadratkilometer. 39,17 Prozent der Fläche sind bewaldet.

### Gemeindegliederung
Das Gemeindegebiet umfasst folgende acht Ortschaften (in Klammern Einwohnerzahl Stand 1. Jänner 2025):
- Ellends (93)
- Fistritz (112)
- Groß-Siegharts (1851)
- Loibes (39)
- Sieghartsles (77)
- Waldreichs (265)
- Weinern (61)
- Wienings (85)

Die Gemeinde besteht aus den Katastralgemeinden Ellends, Fistritz, Großsiegharts, Loibes, Sieghartsles, Waldreichs, Weinern und Wienings.

### Nachbargemeinden
| Karlstein an der Thaya            | Raabs an der Thaya                          |               |
| Dietmanns, Waidhofen an der Thaya | Kompassrose, die auf Nachbargemeinden zeigt | Ludweis-Aigen |
|                                   | Göpfritz an der Wild                        |               |

## Geschichte
Erstmals urkundlich erwähnt wurde Groß-Siegharts im Jahr 1299. Johann Christoph Ferdinand Graf von Mallenthein verfolgte um 1720 das ehrgeizige Ziel, das seiner Herrschaft zugehörige kleine Dorf zu einem Zentrum der Textilindustrie zu machen. Er ließ Fachkräfte aus ganz Europa ins Waldviertel kommen und in Groß-Siegharts 180 „Fabrics-Häusl“ bauen. Darin wohnten und arbeiteten jeweils 6–10 Personen. Erzeugt wurden vor allem „Bandlwaren“, die von umherziehenden Händlern, den „Bandltragern“ in den Ländern der Donaumonarchie feilgeboten wurden. Diesen Händlern verdankt die Region den Namen „Bandlkramerlandl“.
Der ehrgeizige Industrialisierungsplan Mallentheins scheiterte zwar zunächst, er gab jedoch den Anstoß für eine langzeitige Ausrichtung der Region in Richtung Textilwirtschaft.
In der zweiten Hälfte des 19. Jahrhunderts gab es in Groß-Siegharts sechs Textilfabriken, die mit Dampfkraft betrieben wurden: Adensamer, Wagner, Hetzer/Silberbauer, Wolff, Zuleger und Fenzl. Um 1900 beschäftigten die örtlichen Bandwebereien mehrere hundert Personen. Groß-Siegharts wurde 1727 zur Marktgemeinde und 1928 zur Stadt erhoben.
Laut Adressbuch von Österreich waren im Jahr 1938 in der Stadtgemeinde Groß-Siegharts neben vielen anderen Gewerbetreibenden vier Bandwarenfabriken, die Möbelstofffabrik Teppich- und Möbelstoffwerke AG (vormals Kurucz & Co.), das Sägewerk Adensamer Josef & Co., die (Seidenband-)Weberei Adensamer & Co. und mehrere Strickereien ansässig.
Gegen Ende des Zweiten Weltkrieges wurden zwischen Juli 1944 und April 1945 ungarische Juden, darunter Frauen und Kinder, zur Zwangsarbeit in den Firmen Josef Adensamer u. Cie. und Siemens angehalten, wo sie zu Arbeiten in der Band- und Stoffweberei eingesetzt waren. Im April 1945 wurden die Häftlinge ins Ghetto Theresienstadt „evakuiert“.
Im Zuge der NÖ. Kommunalstrukturverbesserung wurden insgesamt sechs ehemalige Gemeinden eingegliedert, nämlich am 1. Jänner 1968 die Gemeinde Waldreichs, am 1. Jänner 1971 die Gemeinden Ellends, Weinern und Wienings sowie am 1. Jänner 1972 die Gemeinden Fistritz und Loibers.

### Bevölkerungsentwicklung
| Groß-Siegharts: Einwohnerzahlen von 1869 bis 2025   | Groß-Siegharts: Einwohnerzahlen von 1869 bis 2025 | Groß-Siegharts: Einwohnerzahlen von 1869 bis 2025 | Groß-Siegharts: Einwohnerzahlen von 1869 bis 2025 | Groß-Siegharts: Einwohnerzahlen von 1869 bis 2025 |
| --------------------------------------------------- | ------------------------------------------------- | ------------------------------------------------- | ------------------------------------------------- | ------------------------------------------------- |
| Jahr                                                |                                                   |                                                   |                                                   | Einwohner                                         |
| 1869                                                | 1869                                              |                                                   | 4.247                                             | 4.247                                             |
| 1880                                                | 1880                                              |                                                   | 4.452                                             | 4.452                                             |
| 1890                                                | 1890                                              |                                                   | 4.364                                             | 4.364                                             |
| 1900                                                | 1900                                              |                                                   | 4.302                                             | 4.302                                             |
| 1910                                                | 1910                                              |                                                   | 4.305                                             | 4.305                                             |
| 1923                                                | 1923                                              |                                                   | 3.836                                             | 3.836                                             |
| 1934                                                | 1934                                              |                                                   | 3.850                                             | 3.850                                             |
| 1939                                                | 1939                                              |                                                   | 3.975                                             | 3.975                                             |
| 1951                                                | 1951                                              |                                                   | 4.073                                             | 4.073                                             |
| 1961                                                | 1961                                              |                                                   | 3.825                                             | 3.825                                             |
| 1971                                                | 1971                                              |                                                   | 3.545                                             | 3.545                                             |
| 1981                                                | 1981                                              |                                                   | 3.359                                             | 3.359                                             |
| 1991                                                | 1991                                              |                                                   | 3.236                                             | 3.236                                             |
| 2001                                                | 2001                                              |                                                   | 3.089                                             | 3.089                                             |
| 2011                                                | 2011                                              |                                                   | 2.804                                             | 2.804                                             |
| 2021                                                | 2021                                              |                                                   | 2.691                                             | 2.691                                             |
| 2025                                                | 2025                                              |                                                   | 2.583                                             | 2.583                                             |
| Quelle(n): Statistik Austria, Gebietsstand 1.1.2021 |                                                   |                                                   |                                                   |                                                   |

## Kultur und Sehenswürdigkeiten

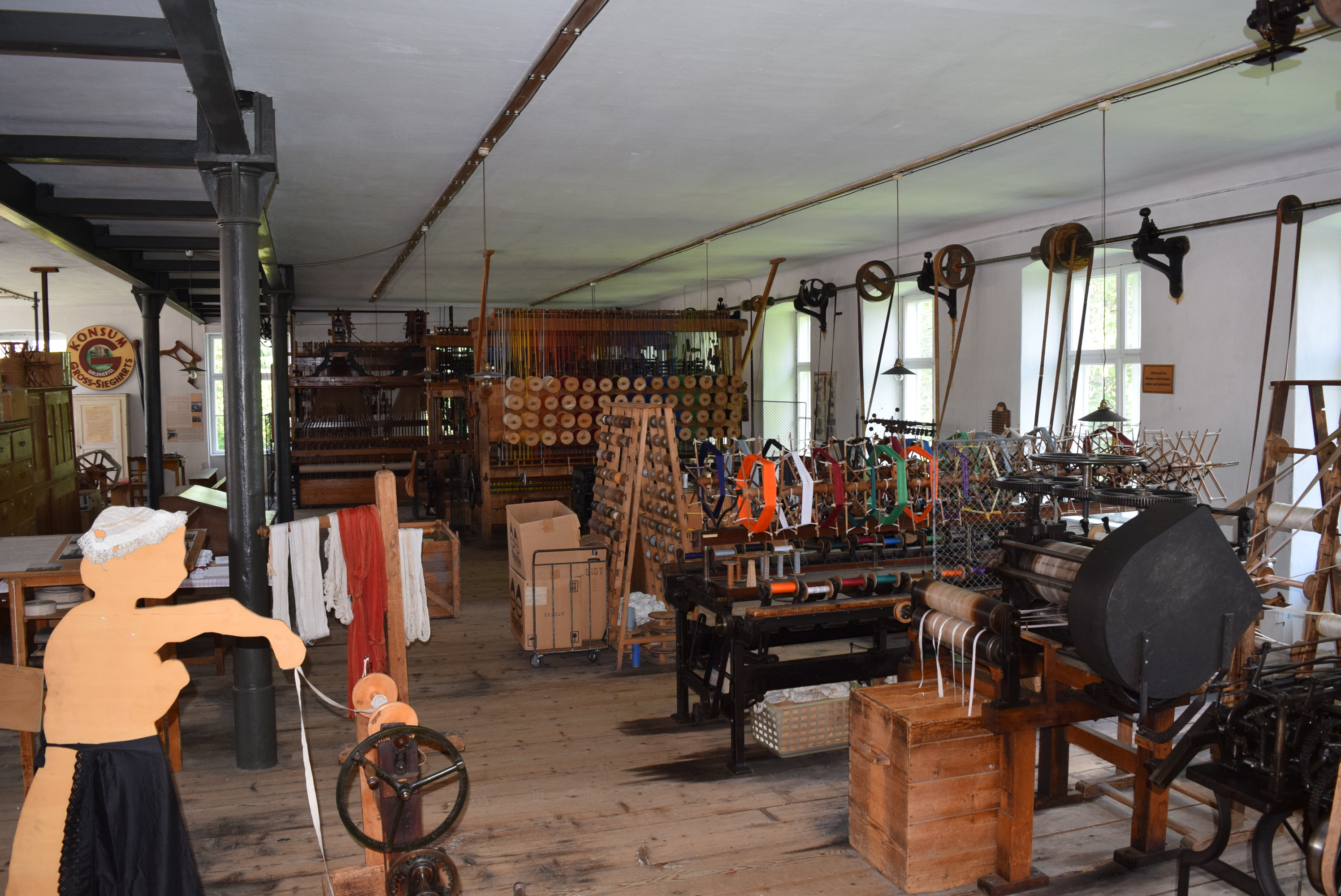
Textilmuseum Groß-Siegharts

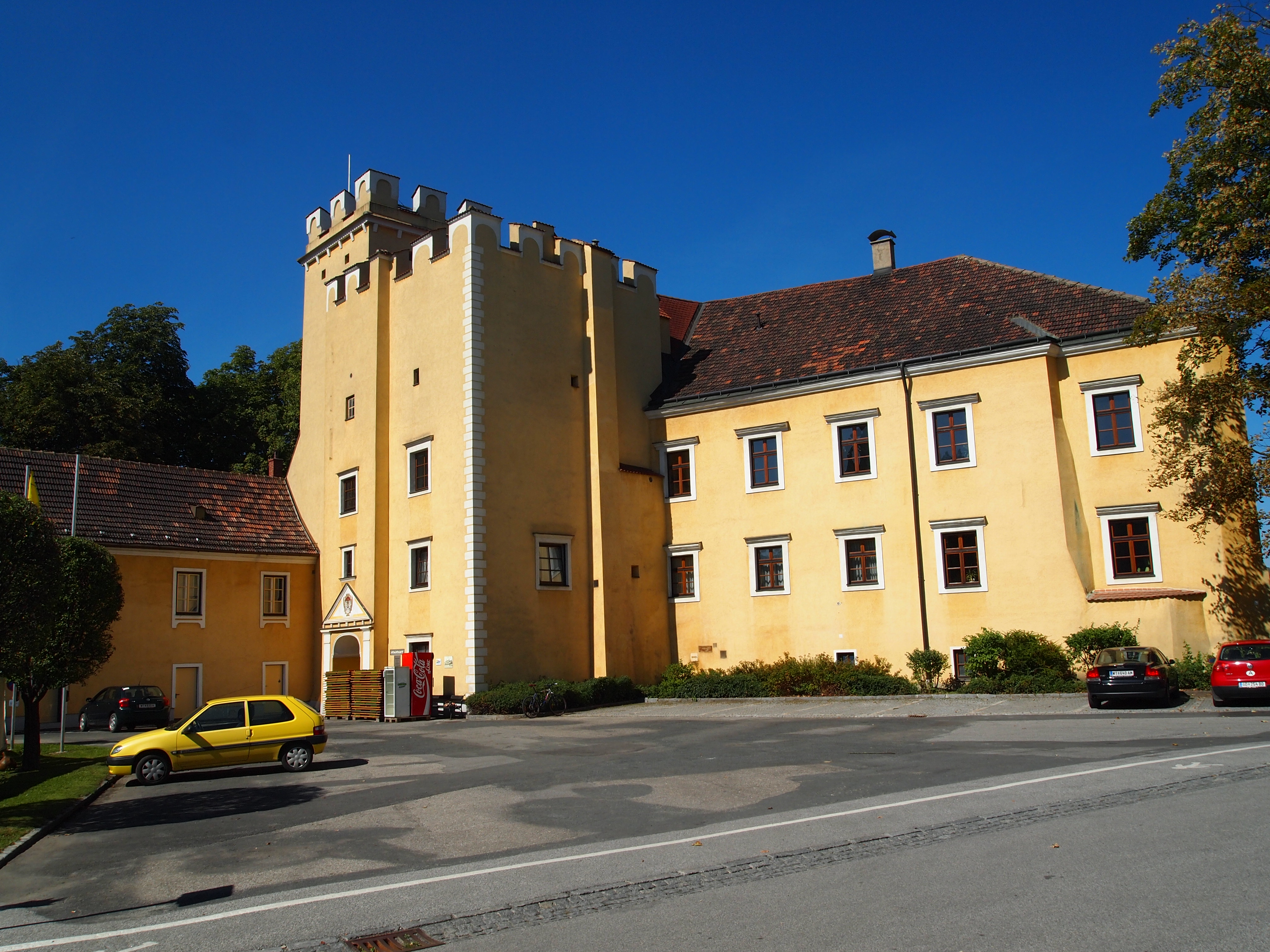
Schloss Groß-Siegharts

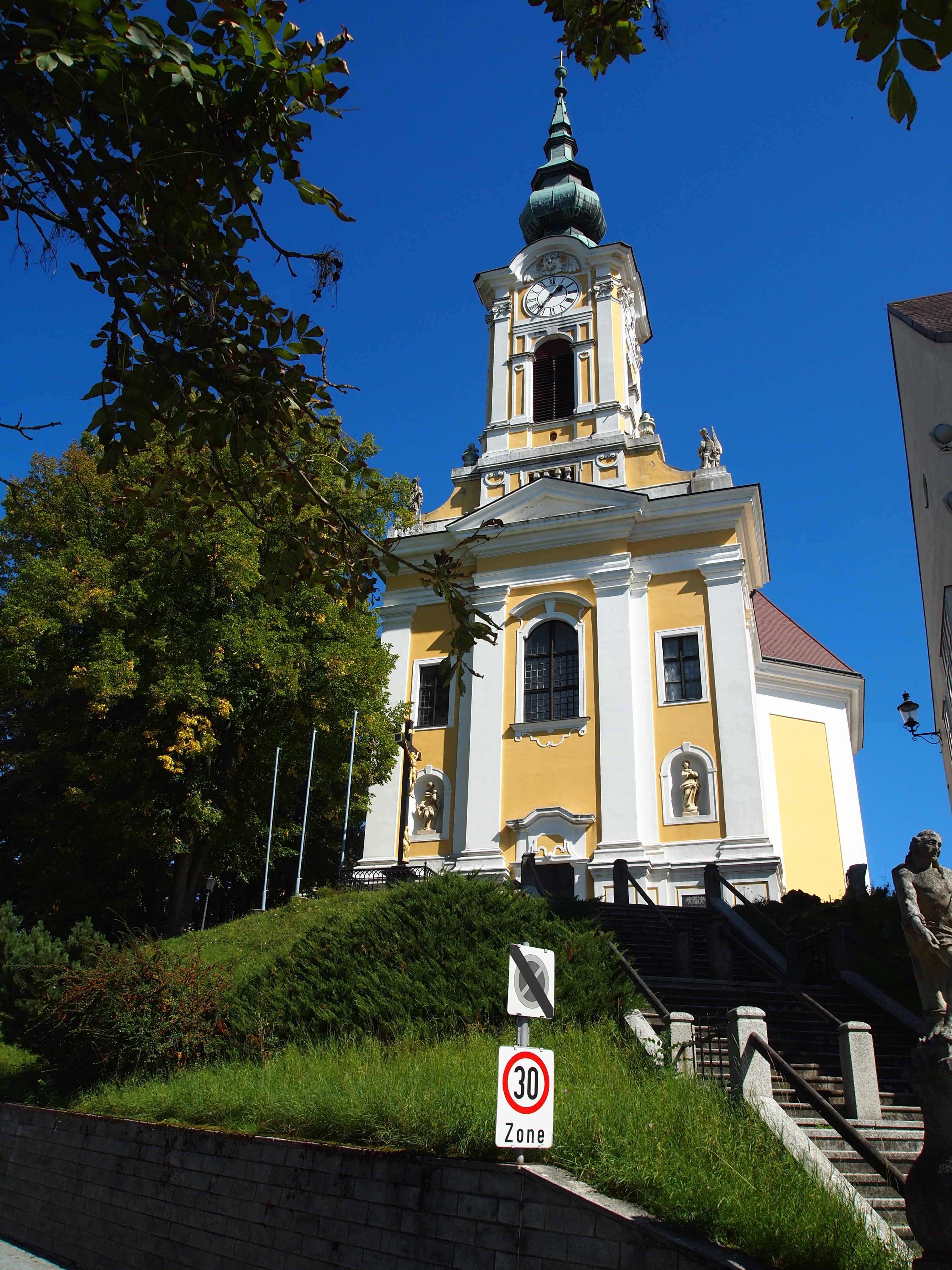
Pfarrkirche Groß-Siegharts

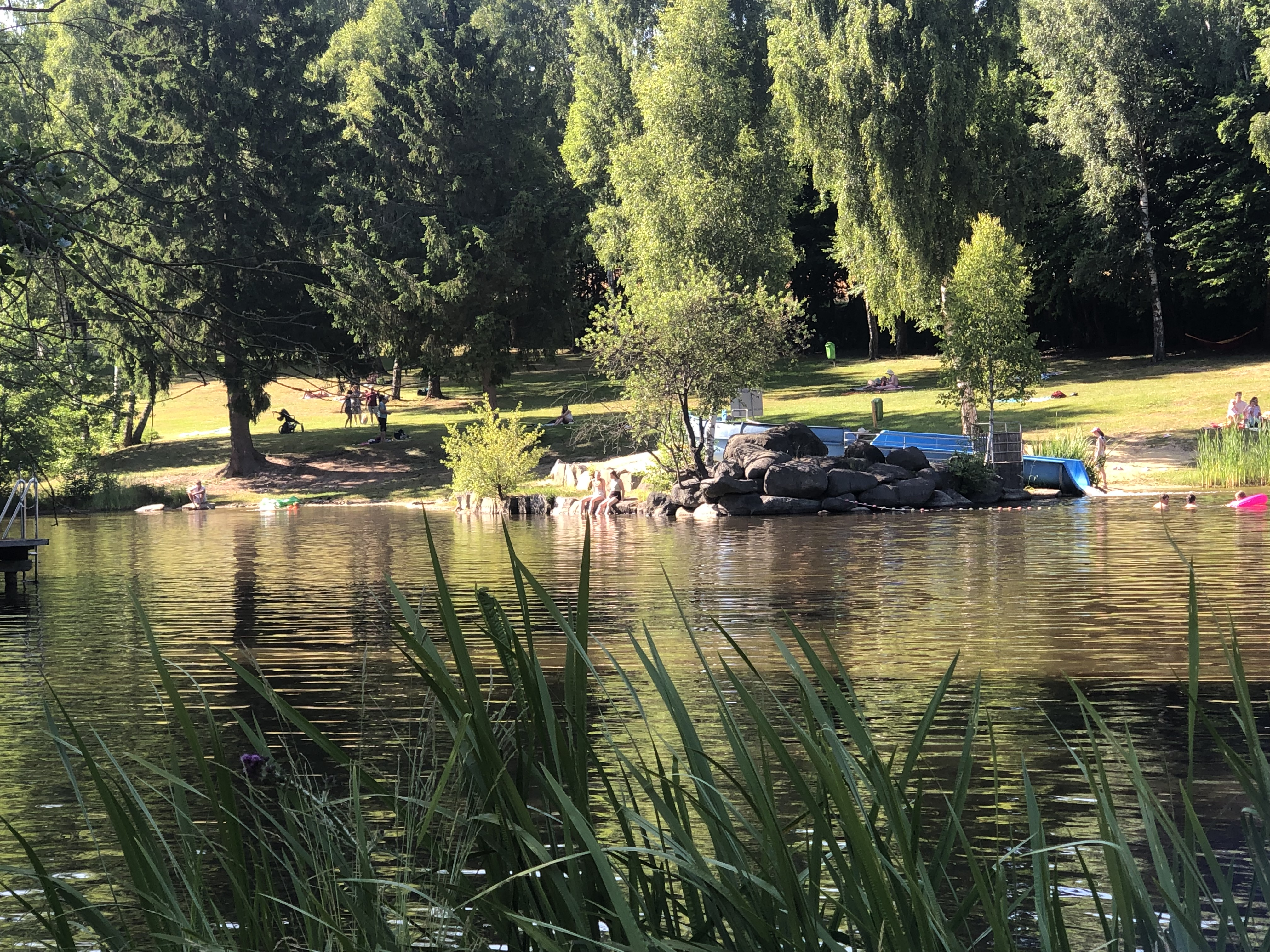
Waldbad Groß-Siegharts

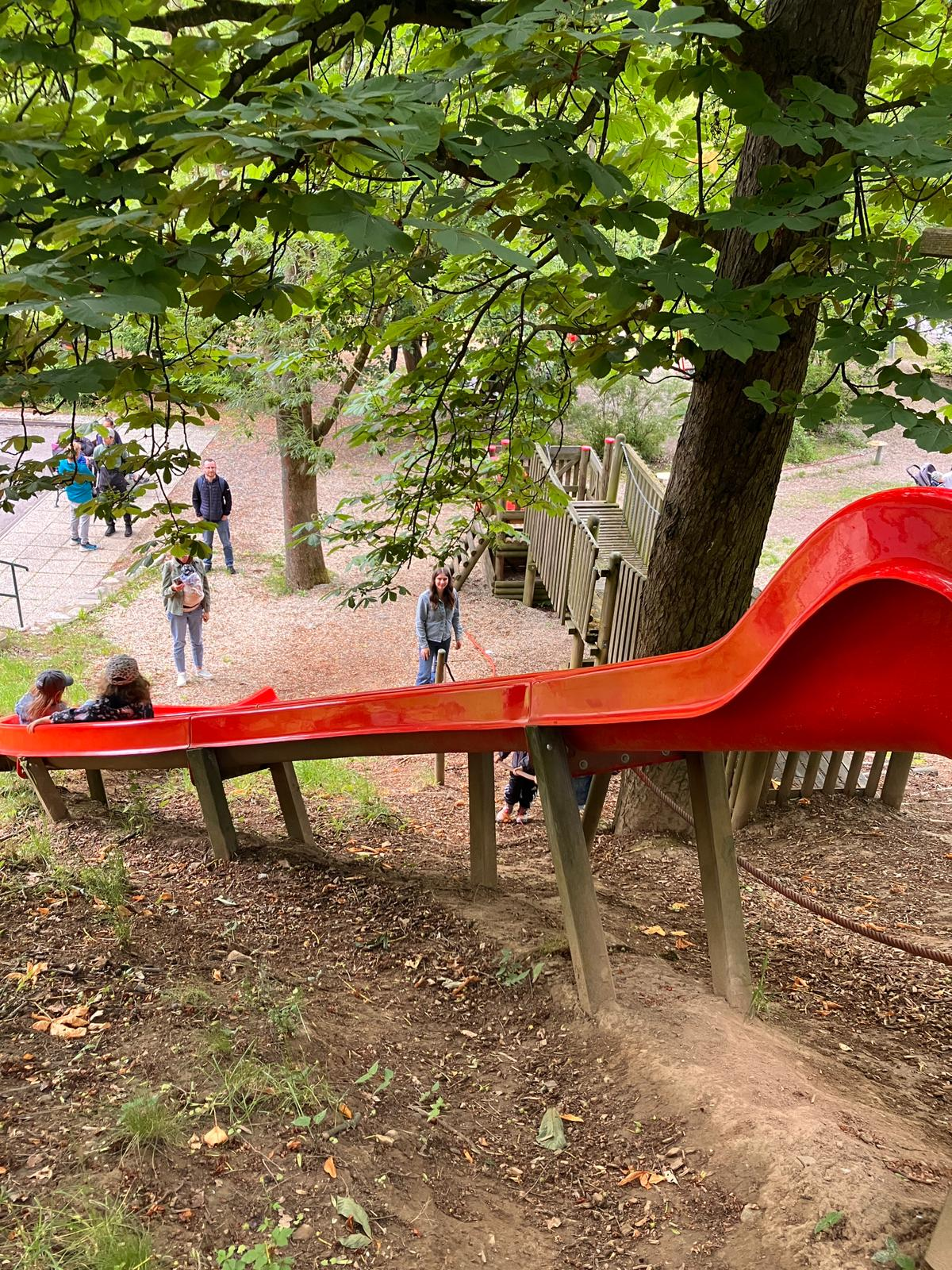
Spielplatz im Park

- Schloss Groß-Siegharts: Ein mittelalterlicher, oftmals umgebauter Komplex mit Details aus der Renaissance;[5] heute Sitz der Stadtgemeinde, Bibliothek ua.[6]
- Katholische Pfarrkirche Groß-Siegharts hl. Johannes der Täufer

Museen
- „lebendes“ Textilmuseum Groß-Siegharts  In einer ehemaligen Bandfabrik werden die Geschichte der Textilerzeugung und die Entwicklung der Bandweberei in der Region gezeigt, unter anderem ein originalgetreu nachgebautes Weberhaus und eine funktionierende Transmissionsanlage, die mehrere große Webstühle und Maschinen antreibt. Geöffnet: Mai-Oktober fixe Führungstermine: Do/Fr 16.00 Uhr, Sa/So/Ft 14.00 Uhr
- Sparkassenmuseum im Schloss Groß-Siegharts
- Kaiser-Franz-Josef-Museum in Wienings

## Wirtschaft und Infrastruktur

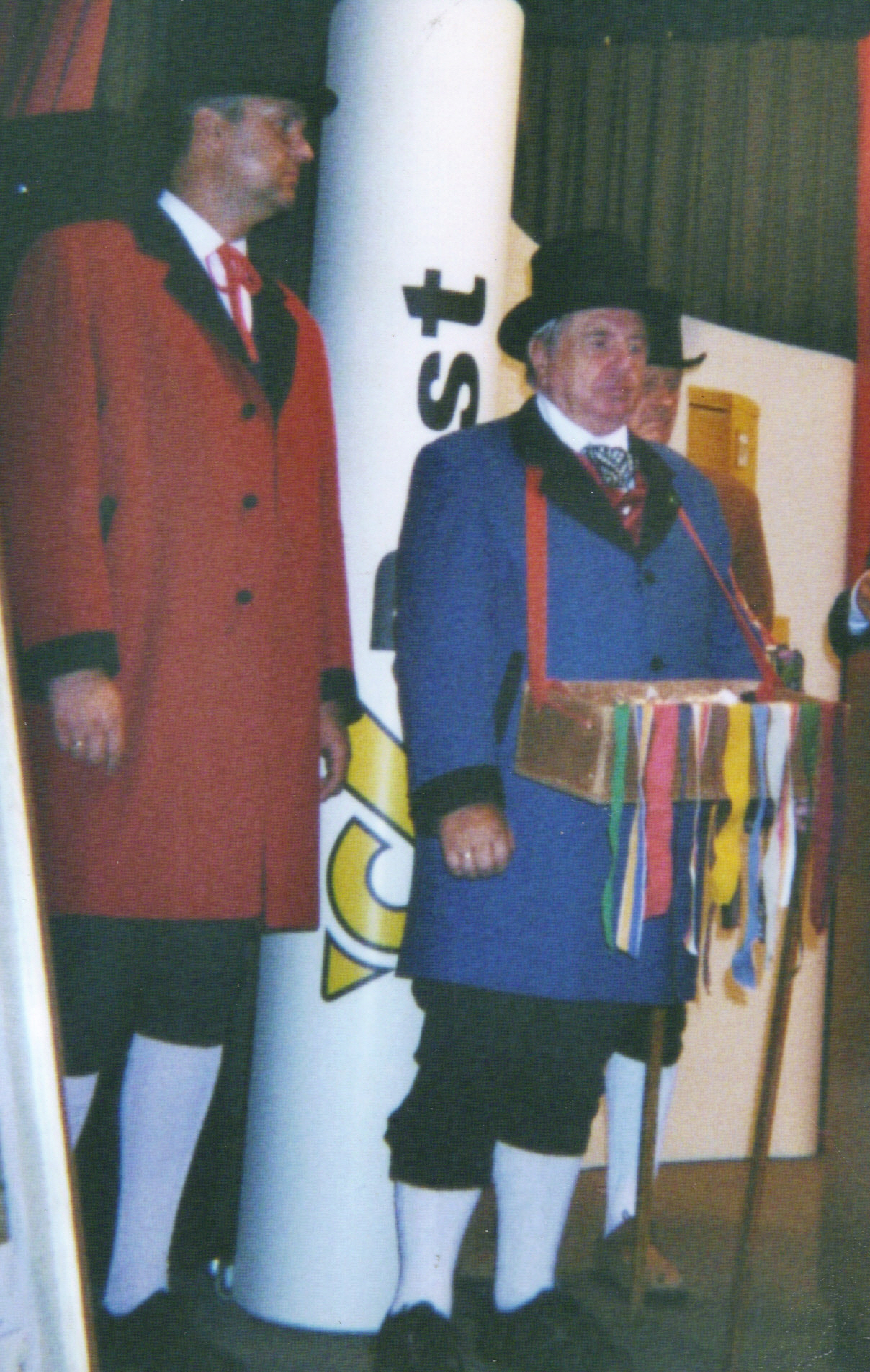
Bandlkramer in biedermeierlicher Tracht

Die ursprüngliche Wirtschaft bestand aus der Textilindustrie, vor allem der Herstellung von Bändern und Schnüren. Groß-Siegharts war das Zentrum des Bandlkramerlandls. Im Zuge der „Textilkrise“ in den 1980er Jahren wanderten die meisten der großen Textilfabriken ab oder sperrten zu. Heute ist die Firma Test-Fuchs, die Testsysteme und Bauteile für die Luft- und Raumfahrt herstellt, als ein weltweit tätiges Unternehmen größter Arbeitgeber. Außerdem gibt es mehrere Klein- und Mittelbetriebe, die vor allem im Bereich Handwerk tätig sind. Als einzige Bandweberei ist die Silberbauer Textiltechnik geblieben, die sich u.a auf technische Textilbänder für die Elektro- und Papierindustrie spezialisiert hat.
Nichtlandwirtschaftliche Arbeitsstätten gab es im Jahr 2001 154, land- und forstwirtschaftliche Betriebe nach der Erhebung 1999 109. Die Zahl der Erwerbstätigen am Wohnort betrug nach der Registerzählung vom 31. Oktober 2011 1233, das entsprach einer allgemeinen Erwerbsquote von 47,9 Prozent.

### Öffentliche Einrichtungen
In der Gemeinde gibt es Schulzentrum, in dem Volksschule, Mittelschule und die „Schule zum Leben“ (allgemeine Sonderschule) untergebracht sind.
Sport:
- 6 Tennisplätze
- 1 Fußballplatz
- Naturbadeanlage Waldbad
- 2 Asphaltstockbahnen
- Radweg „Thayarunde“ führt durch Groß-Siegharts
- Wanderwege, unter anderem 3 „Tut-Gut“-Wanderrouten (Ausgangspunkt Waldbad)

Im großzügig angelegten Stadtpark befindet sich auch in großer öffentlicher Spielplatz, der in Zusammenarbeit mit dem „Verein Miteinander“ gestaltet wurde.
Ein international hochrangiges Rollstuhltennisturnier mit Teilnehmern aus der ganzen Welt findet jeweils Anfang August statt. 2025 wird dieses Turnier bereits zum 26. Mal ausgetragen.

## Politik

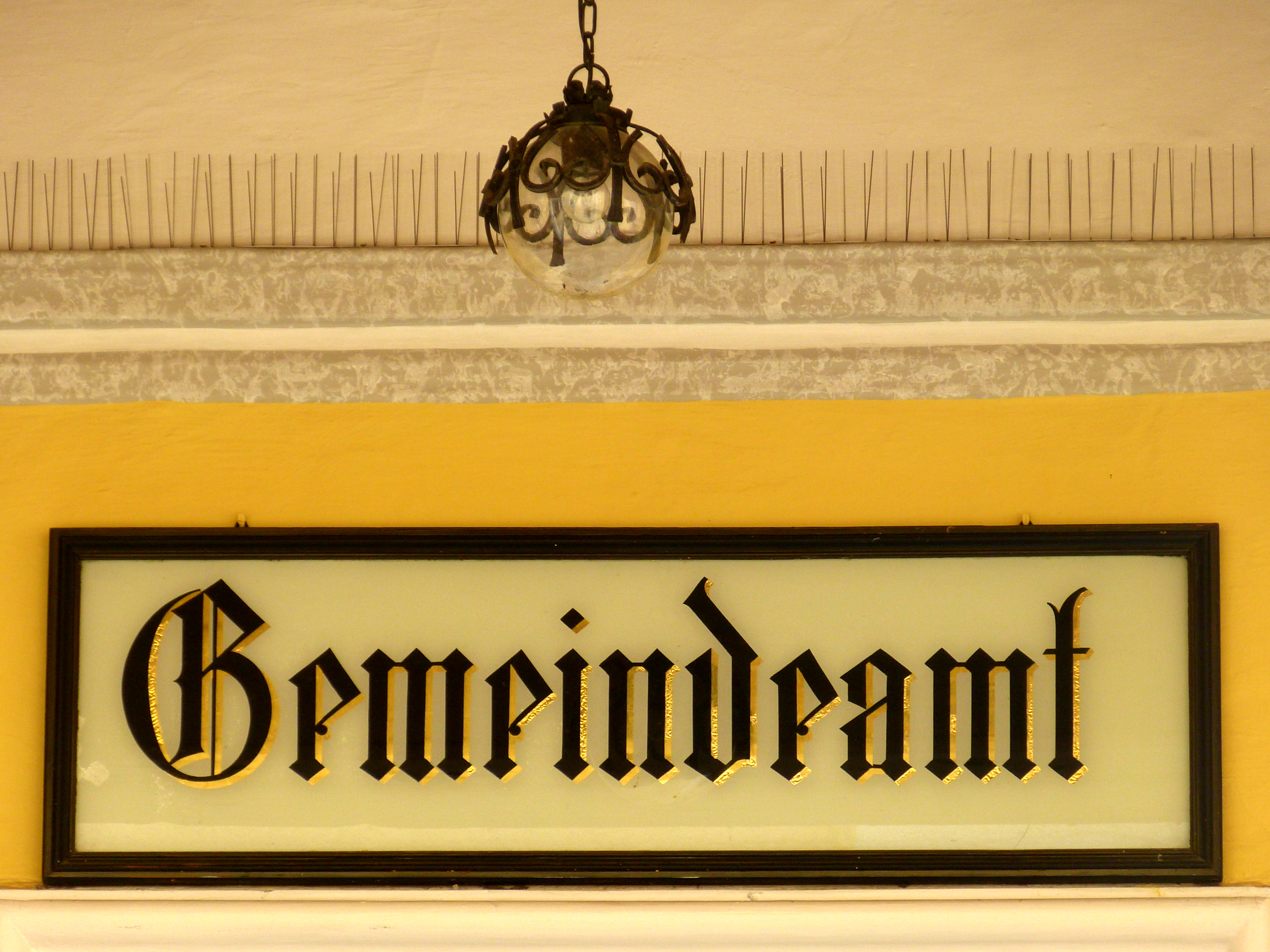
Gemeindeamt im Schloss Groß-Siegharts

### Gemeinderat
Der Gemeinderat hat 21 Mitglieder.
- Mit den Gemeinderatswahlen in Niederösterreich 1990 hatte der Gemeinderat folgende Verteilung: 14 SPÖ, 8 ÖVP und 1 FPÖ.
- Mit den Gemeinderatswahlen in Niederösterreich 1995 hatte der Gemeinderat folgende Verteilung: 14 SPÖ, 6 ÖVP und 3 FPÖ.[7]
- Mit den Gemeinderatswahlen in Niederösterreich 2000 hatte der Gemeinderat folgende Verteilung: 14 SPÖ, 7 ÖVP und 2 FUU.[8]
- Mit den Gemeinderatswahlen in Niederösterreich 2005 hatte der Gemeinderat folgende Verteilung: 16 SPÖ und 7 ÖVP.[9]
- Mit den Gemeinderatswahlen in Niederösterreich 2010 hatte der Gemeinderat folgende Verteilung: 14 SPÖ, 8 ÖVP und 1 FPÖ.[10] (23 Mitglieder)
- Mit den Gemeinderatswahlen in Niederösterreich 2015 hatte der Gemeinderat folgende Verteilung: 11 SPÖ, 8 ÖVP und 2 FPÖ.[11] (21 Mitglieder)
- Mit den Gemeinderatswahlen in Niederösterreich 2020 hatte der Gemeinderat folgende Verteilung:  14 ÖVP, 6 SPÖ und 1 FPÖ.[12]
- Mit den Gemeinderatswahlen in Niederösterreich 2025 hat der Gemeinderat folgende Verteilung:  11 ÖVP, 5 SPÖ und 5 FPÖ.[13]

### Bürgermeister
- 1975–2004 Anton Koczur (SPÖ)
- 2004–2013 Maurice Androsch (SPÖ)
- 2013–2020 Gerald Matzinger (SPÖ)
- seit 2020 Ulrich Achleitner (ÖVP)

### Stadtwappen
Blasonierung: Im roten Schild zwei silberne rot gezungte Greifen auf sechs silbernen Hügeln, die einen grünen Kranz und einen blauen goldgerandeten Schild mit den Buchstaben S.H. (Siegharts) im silbernen Balken halten und unter dem ein grüner Ölzweig hervorragt.

### Gemeindepartnerschaften
- seit ? Dačice (Tschechien)
- seit ? Gaming (Niederösterreich)
- seit ? Poniatowa (Polen)

## Persönlichkeiten
- Maurice Androsch, Politiker, von 2004 bis 2013 Bürgermeister
- Maria Kren (1892–1966), Politikerin, Gemeinderätin
- Anton Koczur (1941–2016), Politiker, von 1975 bis 2004 Bürgermeister
- Josef Leichtfried (1926–2018), Politiker, Gemeinderat
- Johann Christoph Ferdinand Graf von Mallenthein (1682–1749), Textilunternehmer
- Andreas „Andy“ Marek (* 1962), Stadionsprecher